# Seniūnija
Seniūnija je najmanja upravna jedinica u Litvi. 
Seniūnija može biti vrlo mali kraj koji se sastoji od par sela, mjesta, gradića ili dijelom velikog grada.
Veličinom i brojnošću nije strogo određena, nego postoje odstupanja ovisna o mjestu i naravi. 
Nekoliko seniūnijâ tvori općinu. Žirmūnai je najnaseljenija seniūnija, odnosno u njoj živi preko 50 tisuća ljudi, nadilazeći naseljenošću neke cijele općine.
Seniūnije se bave mjesnim upravnim stvarima, u manjim okvirima, kao što je popravak cesta ili vođenje matičnih knjiga za sve obitelji koje stanuju u njoj. 
Za razliku od većih upravnih jedinica, sa seniūnasom, dužnosnikom koji je čelnikom seniūnije, svatko (iz njegove jedinice koju on zastupa) može razgovarati, ako postoji želja, jer on može imati vremena.
Suvremena Litva se dijeli na 10 okruga, 60 općina i preko 500 seniunija. Potonje funkcioniraju kao općinski okruzi. U gradovima, posebno se bira čelnika seniunije, skupa s gradonačelnikom.
Valja napomenuti, da se u povijesti ovaj izraz rabio za puno veće litvanske upravne jedinice, primjerice za Žemaitiju (često krivo navedena u prijvodima kao „kneževina Žemaitija”). 